# Tessellana tessellata
Tessellana tessellata är en insektsart som först beskrevs av Toussaint de Charpentier 1825.  Tessellana tessellata ingår i släktet Tessellana och familjen vårtbitare.

## Underarter
Arten delas in i följande underarter:
- T. t. tessellata
- T. t. holoptera

## Bildgalleri

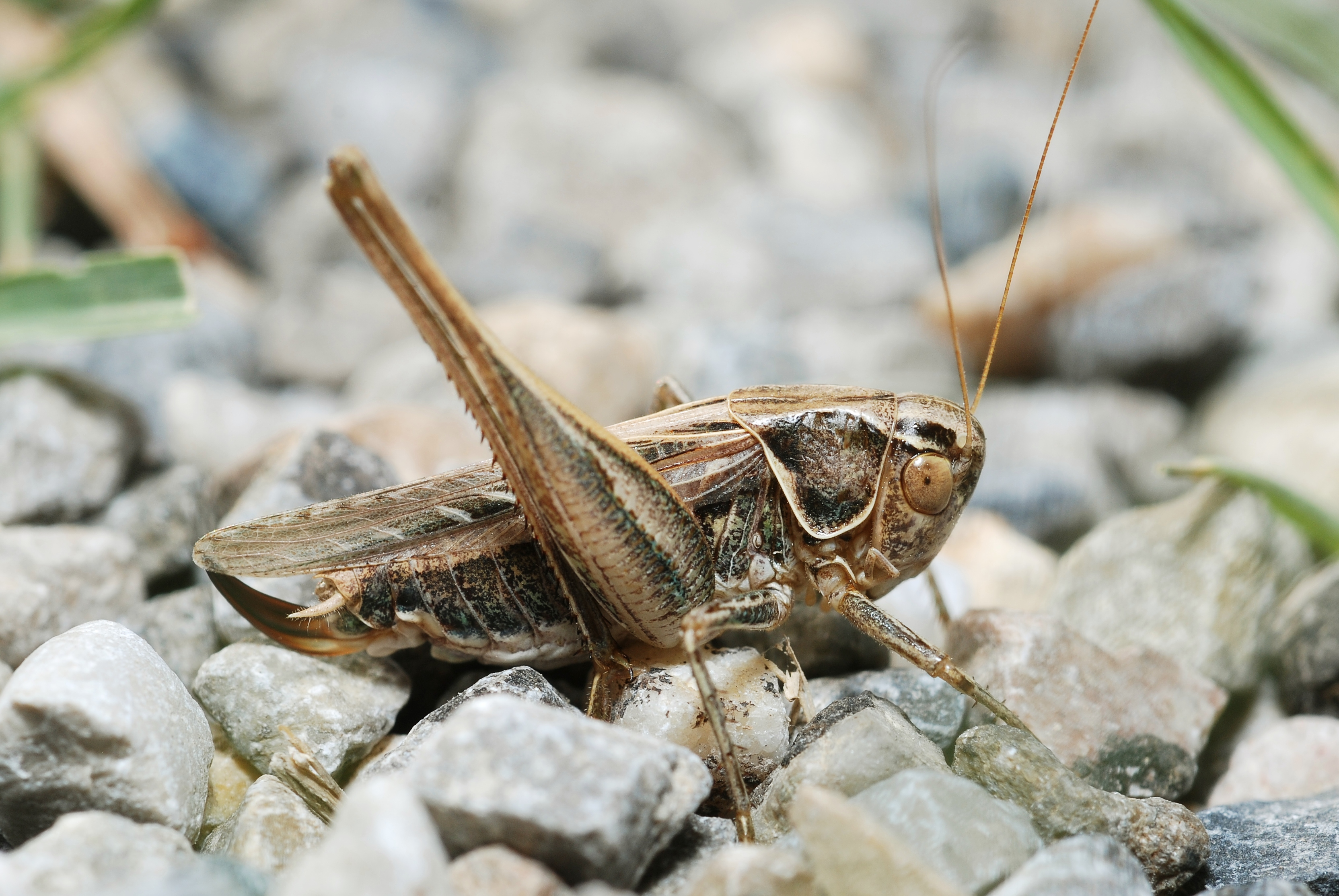
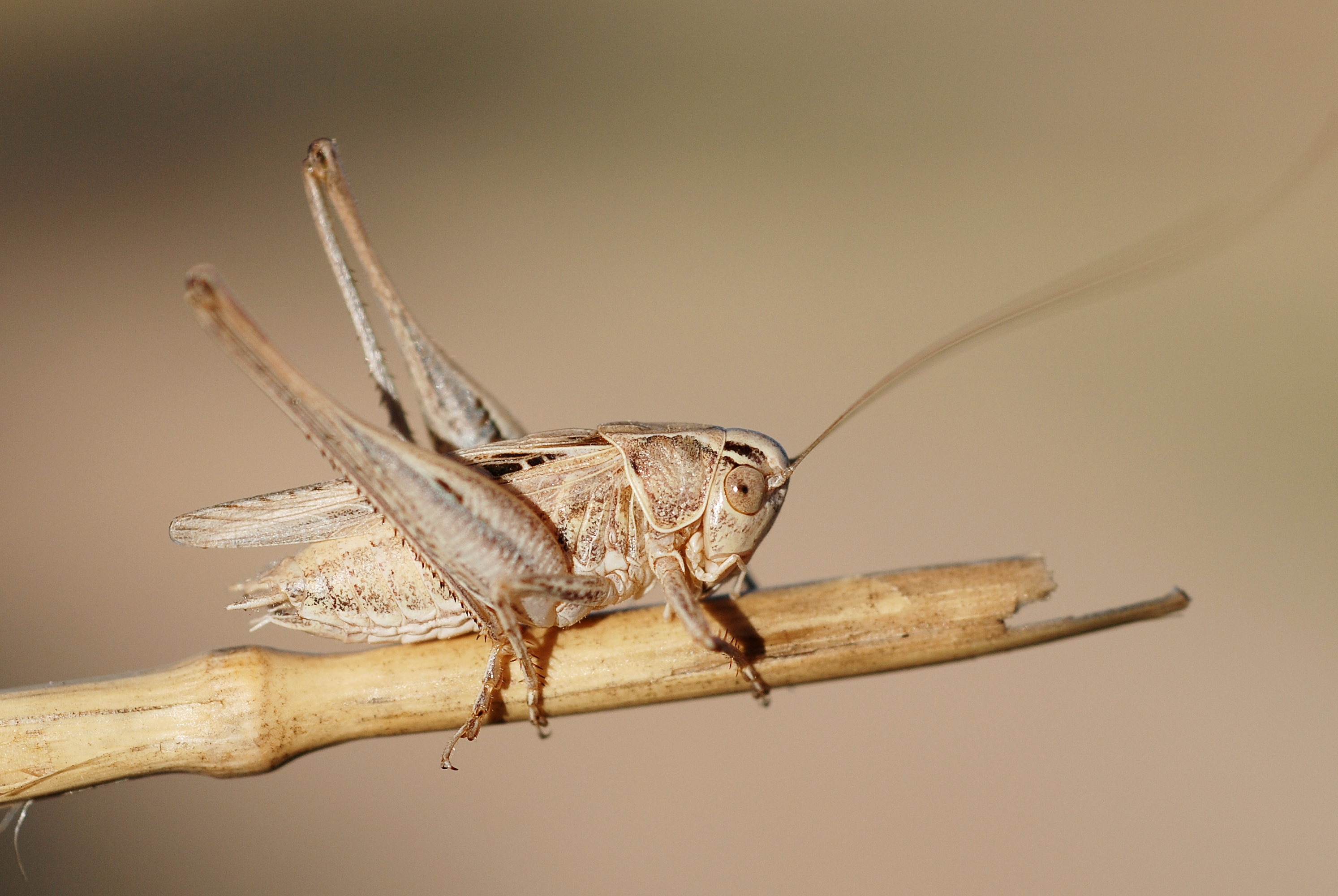
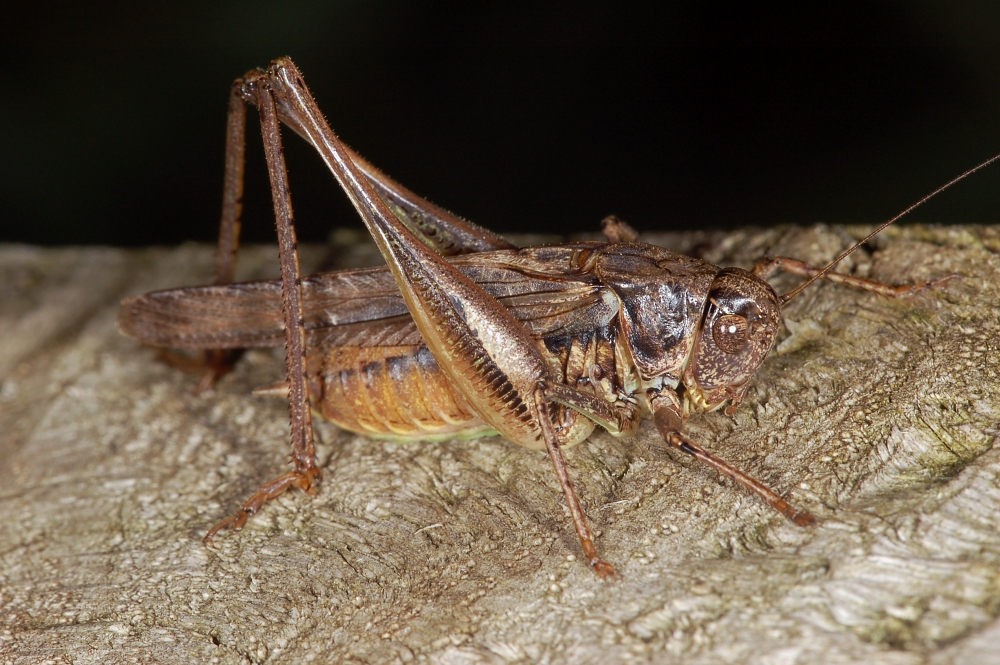
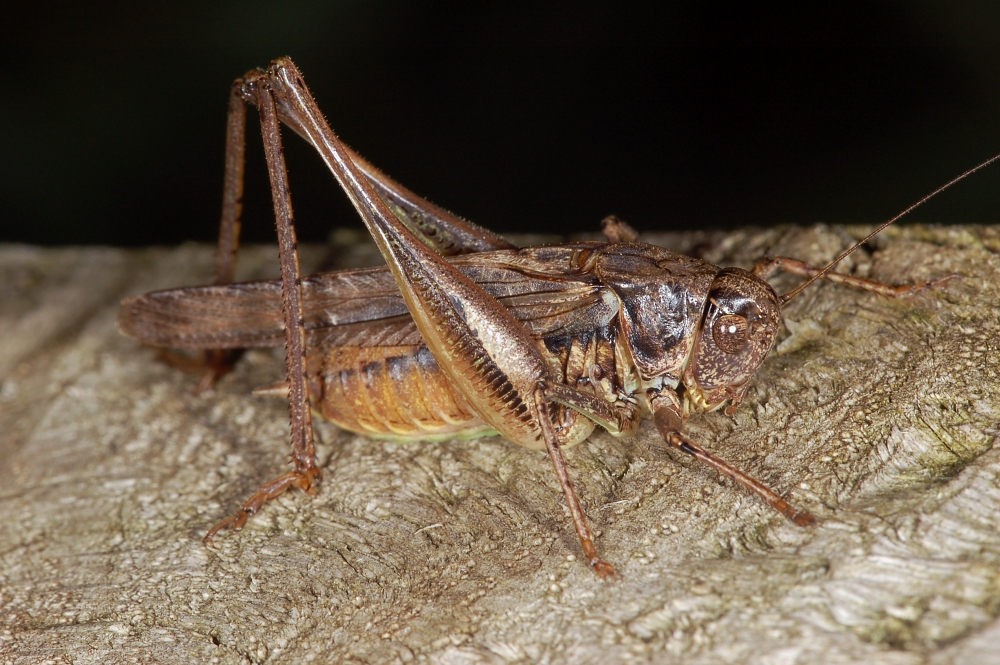